# Calodicia circulata
Calodicia circulata är en insektsart som beskrevs av Nielson 1988. Calodicia circulata ingår i släktet Calodicia och familjen dvärgstritar. Inga underarter finns listade i Catalogue of Life.